# Frank Eugene Hook
Frank Eugene Hook, född 26 maj 1893 i L'Anse i Michigan, död 21 juni 1982 i Edina i Minnesota, var en amerikansk demokratisk politiker. Han var ledamot av USA:s representanthus 1935–1943 och 1945–1947.
Hook studerade juridik vid University of Detroit och Valparaiso University. Innan han blev jurist hade han arbetat som skogs- och gruvarbetare. I slutskedet av första världskriget tjänstgjorde han i infanteriet i USA:s armé. År 1935 efterträdde han W. Frank James som kongressledamot och efterträddes 1943 av John B. Bennett. Två år senare gjorde Hook comeback i representanthuset och efterträddes sedan åter 1947 av Bennett. År 1945 var han inblandad i ett slagsmål i plenisalen med John E. Rankin. Hooks smeknamn var "Fightin' Frank". Han avled 1982 i Minnesota och gravsattes på Fort Snelling National Cemetery i Minneapolis.